# Капа (слово)
Капа, грчки Κάππα (велико слово Κ, мало слово κ или ϰ) је десето слово грчког алфабета. У систему грчких цифара има вредност 20. Изведено је од феничанског Капх . Слова која су настала су латиничка K и ћириличко К.
Грчка властита имена често на енглеском почињу на „C“ јер су Римљани преко латинског пренели овакву врсту писања.

## Употреба

### Грчки језик
Капа се чита као , и у старогрчком и у модерном грчком.